# ملعب غال
ملعب غال (بالإسبانية: El Stadium Gal)‏ هو ملعب لكرة القدم يقع في بلدة إرون بمقاطعة غيبوثكوا في إسبانيا. يستضيف الملعب مباريات ريال يونيون، الذي يلعب حاليًا في الدوري الإسباني للدرجة الثالثة. يبعد الملعب أقل من 500 متر عن الحدود الفرنسية الإسبانية.

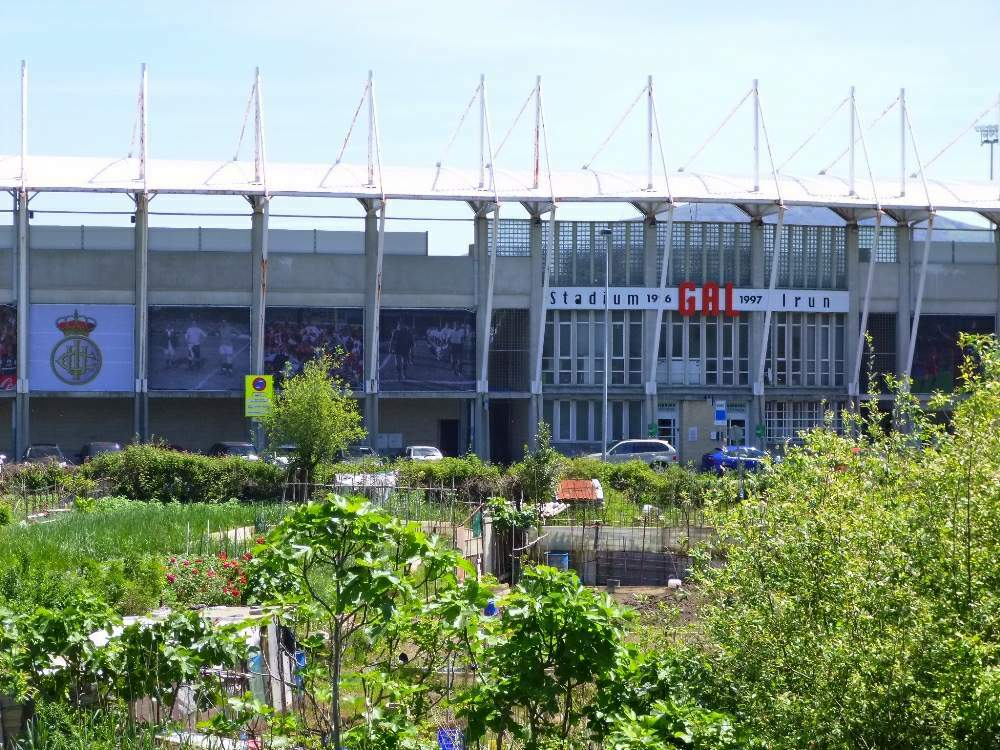
الشكل الخارجي للملعب

## التاريخ
ملعب غال هو ملعب يتمتع بتاريخ طويل ومعقد. تم بناؤه في عام 1926 بفضل تبرع من سالفادور إتشينديا غال. خلال الحرب الأهلية الإسبانية وفترة ما بعد الحرب، تم استخدام الملعب كمركز احتجاز لاستيعاب عشرات الآلاف من الجمهوريين العائدين من فرنسا، حيث كان يُنتزع من السجناء ما تبقى لديهم من ممتلكات عند وصولهم. عمل الملعب كجزء من مجمع اعتقال فرانكو في إرون وفوينتيرابيا من عام 1937 حتى ديسمبر 1942.
في هذا الملعب، خاض نادي ريال يونيون جميع مبارياته المحلية في الدرجات الأولى والثانية والثالثة، وحقق رقماً قياسياً كأول فريق من الدرجة الثانية ب يتمكن من إقصاء ريال مدريد في مباراة مزدوجة (فاز في مباراة الذهاب 3-2 وفي الإياب 4-3).
تم إعادة بناء الملعب في عام 1997، ويحتوي اليوم على 6,344 مقعدًا ويتميز بالعشب الطبيعي.

## الحوادث
في 30 نوفمبر 2008، واجه فريق ريال يونيون نادي ريال مدريد في دور الـ16 من كأس ملك إسبانيا 2008–09. في الدقيقة 12، سقط لاعب ريال مدريد روبن دي لاريد مغشيًا عليه بسبب نوبة قلبية حادة. بعد عامين، اضطر لاعتزال عن كرة القدم بناءً على توصية طبية. وفي تلك المباراة، فاجأ الفريق الإروني فريق ريال مدريد بإقصائه بعد الفوز 3-2 في ملعب غال و4-3 في ملعب سانتياغو برنابيو.